# SN 2002hg
SN 2002hg – supernowa typu II odkryta 28 października 2002 roku w galaktyce NGC 3306. W momencie odkrycia miała maksymalną jasność 17,00m.